# Vasticardium marerubrum
Vasticardium marerubrum is een tweekleppigensoort uit de familie van de Cardiidae. De wetenschappelijke naam van de soort is voor het eerst geldig gepubliceerd in 1991 door Voskuil & Onverwagt.